# Castiglione d’Orcia
Castiglione d’Orcia ist ein Ort mit 2114 Einwohnern (Stand 31. Dezember 2023) in der Provinz Siena, Region Toskana in Italien.

## Geografie

Lage von Castiglione d’Orcia in der Provinz Siena

Der Ort erstreckt sich über 141 km². Er liegt ca. 40 km südöstlich von Siena und 90 km südöstlich von Florenz im Val d’Orcia nahe der Via Cassia und der Via Francigena an den Flüssen Orcia (15 km im Ortsgebiet) und den Torrenti Asso (1 km im Ortsgebiet), Ente (1 km im Ortsgebiet), Formone (6 km im Gemeindegebiet), Onzola (9 km im Ortsgebiet), Vellora (13 km im Ortsgebiet) und Vivo (5 km im Ortsgebiet). Der Ort liegt in der klimatischen Einordnung italienischer Gemeinden in der Zone E, 2262 GR/G.
Zu den Ortsteilen (Frazioni) zählen Bagni San Filippo, Belvedere (850 m, ca. 20 Einwohner), Campiglia d’Orcia, Gallina (auch Osteria Gallina genannt, 316 m, ca. 150 Einwohner), Monte Amiata Scalo (gehört auch zu Montalcino, 184 m, ca. 30 Einwohner), Montieri (937 m, ca. 15 Einwohner), Pietrineri (654 m, ca. 20 Einwohner), Poggio Rosa (525 m, ca. 60 Einwohner), Rocca d’Orcia und Vivo d’Orcia.
Die Nachbargemeinden sind Abbadia San Salvatore, Castel del Piano (GR), Montalcino, Pienza, Radicofani, San Quirico d’Orcia und Seggiano (GR).

## Geschichte
Der Ort wurde erstmals im Mittelalter erwähnt als Santo Stefano in Tutona. Im Jahr 1014 erscheint der Ort als Besitztum der Familie Aldobrandeschi unter dem Namen Petra, 1094 unter dem Namen Castrum Leonis (Löwenburg, in Anlehnung an das Wappen der Aldobrandeschi). Die Rechte am Ort wurden von den Aldobrandeschi unter Ildebrandino Novello am 28. November 1154 an Ranieri, einen Mönch des Klosters San Salvatore di Monte Amiata, verkauft. Bei den Aufteilungen der verschiedenen Familienrahmen fiel der Ort als Castellione Vallis Urcie im 13. Jahrhundert den Aldobrandeschi aus Santa Fiora zu. Nach der Schlacht von Montaperti stand der Ort im Konflikt zwischen Siena und Florenz bzw. zwischen Ghibellinen und Guelfen, wobei die Senesen dem Ort vorwarfen, Aufständische zu beherbergen. Im April 1300 erreichte die Stadt Siena von den Grafen Guido e Guglielmo di Santa Fiora eine Verzichtserklärung auf das Gebiet, die für 3000 Florin erstanden wurde. Ab 1309 bauten die neuen Herren aus Siena die Stadtmauern und die Burg aus und gaben den Ort als Pegno zunächst an die Familien der Piccolomini und ab 1368 an die Salimbeni aus Siena, die bis zu ihrem Konflikt mit den Stadtherren von Siena (1418) blieben. 1554, ein Jahr vor der Niederlage der Republik Siena gegen Florenz, fiel der Ort an die Medici und wurde dann im Großherzogtum Toskana eingegliedert. Ab 1605 wurde der Ort als Lehen an den bologneser Grafen Giulio Riario vergeben, die ihn bis zum Ende des 17. Jahrhunderts führten. Das Gemeindegebiet wurde 1867 erweitert, als die heutigen Ortsteile von Castiglione d’Orcia, Bagni San Filippo, Campiglia d’Orcia und Vivo d’Orcia, von der Gemeinde Abbadia San Salvatore losgelöst und Castiglione d’Orcia zugeschlagen wurden.

## Sehenswürdigkeiten

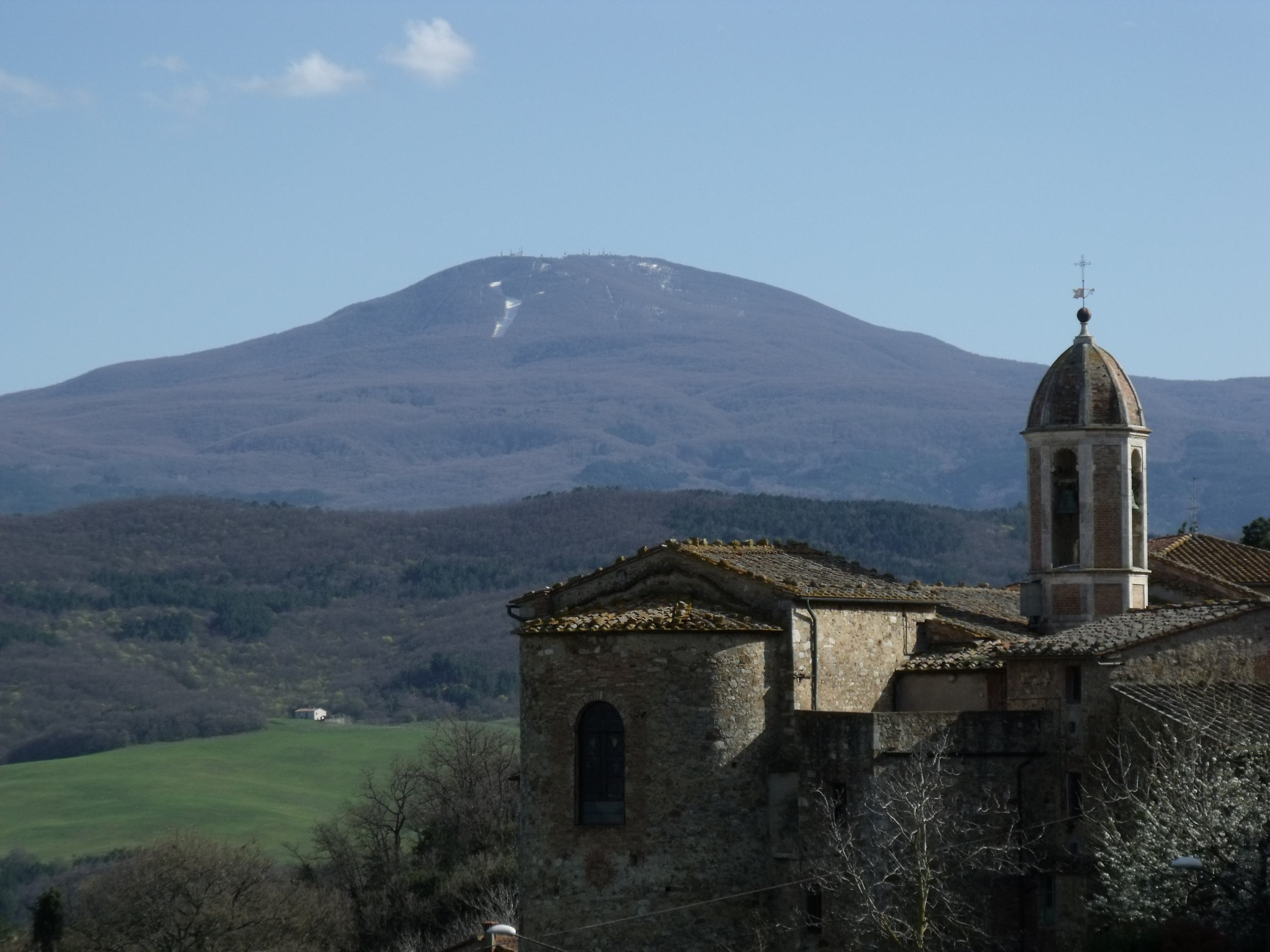
Pieve dei Santi Stefano e Degna, Hauptkirche im Ortskern, im Hintergrund der Monte Amiata

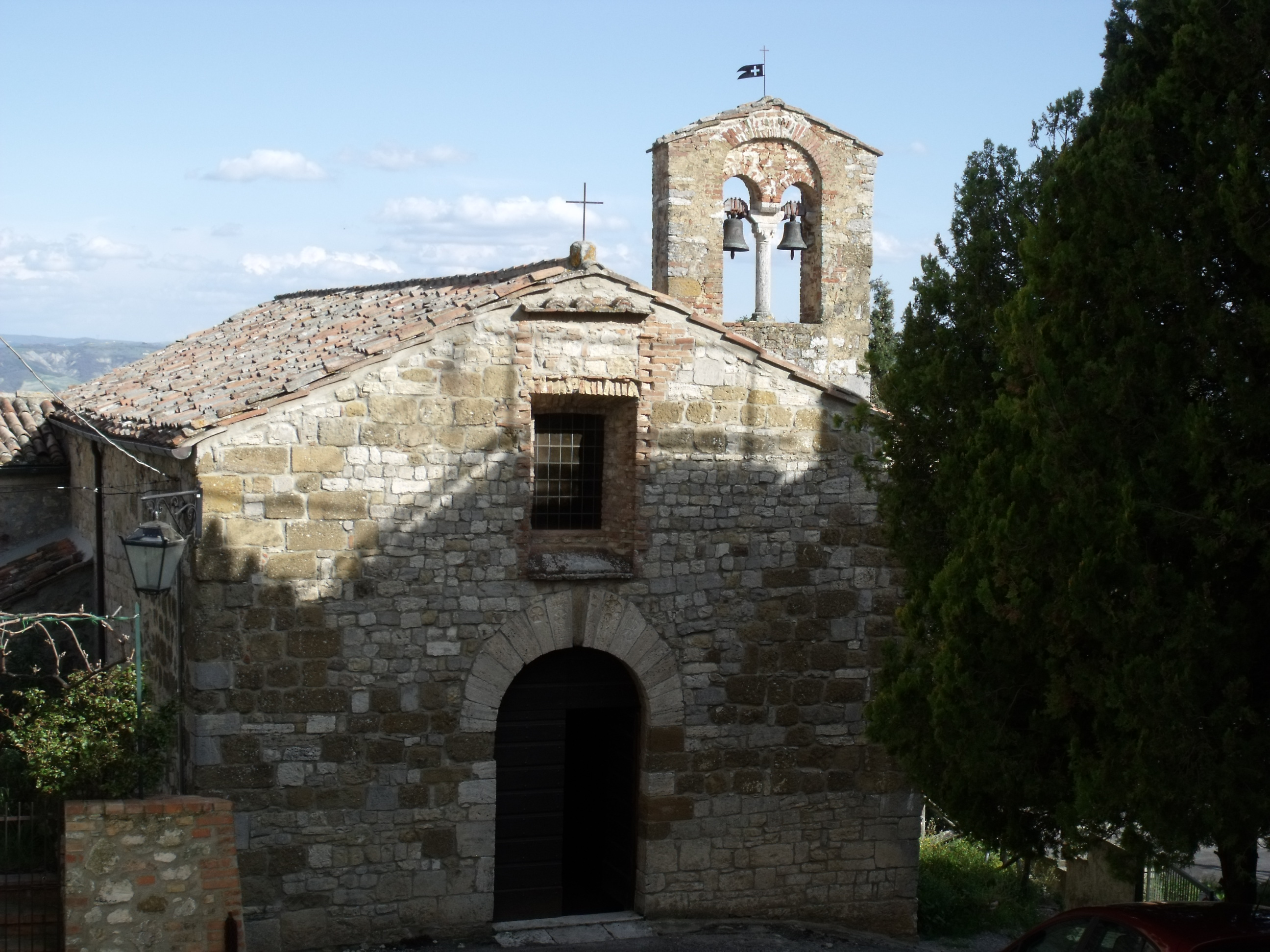
Chiesa di Santa Maria Maddalena, Kirche kurz außerhalb der Stadtmauern

- Briccole (Briccole di Sotto, lat. Abricula), bereits von Sigerich der Ernste erwähnte Etappe der Via Francigena mit ehemaligen Kirche San Pellegrino. Gehörte später zur Abtei San Salvatore und dann zu den Salimbeni.[8]
- Chiesa di San Biagio, Kirche im Ortsteil Campiglia d’Orcia.
- Chiesa della Madonna delle Grazie di Manno, Kirche im Ortsteil Rocca d’Orcia.
- Chiesa di San Filippo Benizi, Kirche im Ortsteil Bagni San Filippo.
- Chiesa della Compagnia di San Giovanni Battista, Kirche im Ortszentrum.[9]
- Chiesa di San Sebastiano, Kirche im Ortsteil Rocca d’Orcia.
- Chiesa di San Simeone, Hauptkirche im Ortsteil Rocca d’Orcia.
- Chiesa di Santa Maria Maddalena, Kirche kurz außerhalb des Ortskerns.[9] aus dem 12. Jahrhundert mit Fassade aus dem 13. Jahrhundert.
- Chiesa della Madonna, Kirche innerhalb der Burg Ripa d’Orcia.
- Oratorio di San Benedetto (auch Ermicciolo genannt), Ortsteil Vivo d’Orcia.
- Palazzo Cervini (Eremo Camaldolese di Contea, auch Eremo di San Benedetto genannt, Teil des Eremo del Vivo) im Ortsteil Vivo d’Orcia.
- Piazza Il Vecchietta, Rathausplatz im historischen Ortskern mit Brunnen aus dem Jahr 1618.[8]
- Pieve di San Marcello, Pieve im Ortsteil Vivo d’Orcia.
- Pieve dei Santi Stefano e Degna, Pieve aus dem 16. Jahrhundert. Enthielt Werke von Simone Martini (Madonna col Bambino, stammte aus der Chiesa di Santa Maria Maddalena), Pietro Lorenzetti (Madonna col Bambino, um 1329 entstanden) und des Vecchietta (Madonna col Bambino in trono incoronata dagli Angeli, um 1450 entstanden), die heute in der Pinacoteca Nazionale di Siena zu finden sind. Heute noch vorhanden ist das Werk Madonna seduto in trono col Bambino e i Santi Sebastiano, Rocco, Stefano e Macario papa von Giovanni di Bartolomeo Alberti aus dem Jahr 1531. Zudem wurden 1892 zwei Fresken aus dem 16. Jahrhundert entdeckt (Madonna in trono e Santi und Madonna in trono col Bambino e Santi) sowie eine Lünette im Stile des Girolamo del Pacchia (Pietà).[9]
- Ripa d’Orcia, Burg, die erstmals am 18. Juli 1213 als Ripa al Cotone in einem Dokument der Republik Siena erwähnt wurde. Gelangte im 14. Jahrhundert an die Salimbeni. Wurde am 31. März 1422 von dem Hospital Santa Maria della Scala aus Siena übernommen und ist heute in Privatbesitz.[10]
- Sala d’Arte San Giovanni, Kunstsaal in der ehemaligen Kirche San Giovanni. Enthält Werke von Simone Martini, Giovanni di Paolo und des Vecchiettas.[11]